# Красный Восток (Алтайский край)
Кра́сный Восто́к — посёлок в Петропавловском районе Алтайского края. Входит в состав Зеленодольского сельсовета.

## География
Посёлок находится на юго-востоке Алтайского края, на предгорной равнине, по берегу реки Ануй.

### Климат
Климат континентальный. Средняя температура января −18,2 °C, июля +18,9 °C. Годовые нормы атмосферных осадков 450 мм.

## История
В 1958 году указом Президиума Верховного Совета РСФСР посёлок Ворошилово переименован в Красный Восток.

## Население
| 1997 | 1998 | 1999 | 2000 | 2001 | 2002 | 2003 | 2004 | 2005 | 2006 |
| ---- | ---- | ---- | ---- | ---- | ---- | ---- | ---- | ---- | ---- |
| 117  | ↗121 | ↘116 | ↘112 | ↘95  | ↘83  | ↘70  | ↘49  | ↘39  | →39  |
| 2007 | 2008 | 2009 | 2010 | 2011 | 2012 | 2013 |      |      |      |
| ↘25  | ↘23  | ↗25  | ↘23  | ↗26  | ↘23  | ↘20  |      |      |      |

### Национальный состав
Согласно результатам переписи 2002 года, в национальной структуре населения русские составляли 89 % из 65 чел.

## Улицы
- ул. Ворошилова,
- пер. Речной.

## Инфраструктура
Личное подсобное хозяйство.